# 陈桂花
陈桂花（1960年10月—），女，黎族，海南保亭人，中华人民共和国画家，海南省美术家协会副主席，第九届全国人大代表。